# Tabonmens

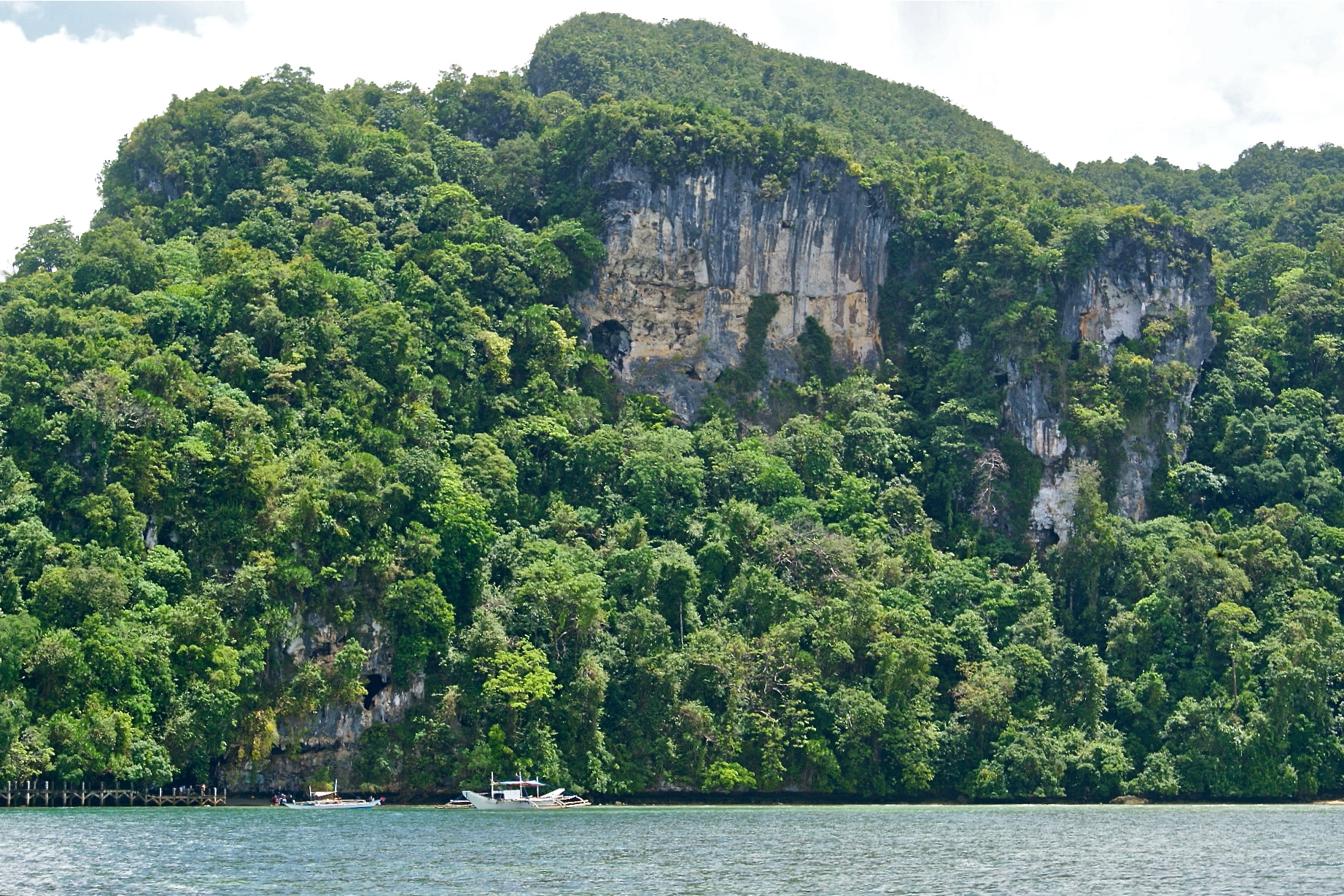
Tabongrot

Met de tabonmens worden een aantal fossielen van prehistorische mensen aangeduid, die zijn gevonden in een grot aan de westkust van het Filipijnse eiland Palawan. De resten dateren van ongeveer 24.000 jaar geleden. 
De fossiele overblijfselen van de Tabonmens werden op 28 mei 1962 ontdekt in de Tabongrot op het eiland Palawan door de Amerikaanse antropoloog dr. Robert Fox. Fox, een Amerikaanse antropoloog van het National Museum of the Filipino People, vond die dag fragmenten van een schedel en kaakbeen van drie verschillende individuen. Houtskoolresten uit de grot werden door C14-datering gedateerd op opgeveer 7.000, 20.000 en 22.000 voor Christus.
De Tabonmens worden beschouwd als de derde groep bewoners van de Tabongrot. Zij werkten er tussen 22.000 en 20.000 voor Christus. Een lager niveau van de grot ligt zo veel dieper dan het niveau waarop de resten van de Tabonmens zijn gevonden dat dat deel moet stammen uit de late Pleistoceen (45 duizend tot 50.000 jaar geleden).